# Private Snafu
«Рядовий СНАФУ» (англ. Private Snafu) — головний персонаж серії чорно-білих американських сатиричних навчальних короткометражних мультфільмів для солдатів, які були випущені під час Другої світової війни між 1943 і 1945 роками. Завданням фільмів був інструктаж військових про заходи безпеки, санітарні звички, міни-пастки та інших військових об'єктах, а також поліпшення морального духу військ. В першу чергу вони демонстрували негативні наслідки неправильної поведінки. Ім'я головного героя означає абревіатуру з військового сленгу SNAFU (англ. Situation Normal: All Fucked Up) яка перекладається як "Нормальна ситуація: все про***но ".
Серіал був знятий Чаком Джонсом і іншими відомими голлівудськими аніматорами, рядового Снафу озвучив Мел Бланк.

## Походження
Персонаж був створений режисером Френком Капрою, головою першого кінематографічного підрозділу ВПС США, більшість сценаріїв були написані Теодором «Доктором С'юзом» Гейзельом, Філіпом Д. Істманом і Манро Ліфом . Хоча армія Сполучених Штатів надала першу пробу створення мультфільмів Уолту Діснею, Леон Шлезінгер з анімаційної студії Warner Bros. скинув ціну від пропозиції Disney на дві третини і виграв контракт. Крім того, Дісней вимагав виняткового володіння персонажем і прав на мерчендайзинг. Мультфільми продемонстрували спільну роботу кращих фахівців у своїх галузях, що було звичайним явищем під час війни.
Метою було навчання малоосвіченій частини призовників за допомогою анімаційних мультфільмів і додаткових коміксів. Фільми відрізнялися простою мовою, яскравими ілюстраціями, грубої лексикою і тонким моралізмом. Рядовий СНАФУ, роблячи все неправильно, своїм негативним прикладом давав базові уроки секретності, профілактики захворювань та дотримання військових процедур .
Мультфільми Private Snafu були засекречені з метою використання тільки в армії. Опитування переваг солдатів зазвичай давали мультфільмів СНАФУ перші або другі місця. На зйомку серії йшло шість тижнів . Для збереження секретності, за спогадами Марти Сігалл, яка працювала у відділі чорнила і фарб, працівники повинні були пройти дактилоскопію і отримати дозвіл на безпеку в ФБР. На роботі вони повинні були носити ідентифікаційні значки . Працівникам відділу чорнила і фарб давали по десять осередків за раз, щоб вони не могли зрозуміти зміст історії .
Ім'я «Рядовий СНАФУ» відбулося з популярною в солдатському гуморі матірною абревіатури SNAFU («Situation Normal: All Fucked Up» — «Ситуація нормальна: все про***но»), а вступний оповідач в першому мультфільмі натякає на його звичайне значення як "Situation Normal, All … All Fouled Up! "(" Нормальна ситуація, все… все провалено! ")

## Зміст
Короткометражки не було потрібно подавати на затвердження до Адміністрації виробничого коду, і тому вони не підпадали під дію Кодексу виробництва кінофільмів . Більшість серій «Private Snafu» носять навчальний характер, і хоча військовому департаменту довелося схвалити розкадровки, режисерам Уорнерів була надана велика свобода дій, щоб мультики були цікавими. Своїм безвідповідальним поведінкою СНАФУ демонструє солдатам, чого не слід робити під час війни. У "Private Snafu vs. Malaria Mike ", наприклад, СНАФУ нехтує ліками проти малярії і репелентом, що дозволяє м'якому комару заволодіти ним зрештою — буквально. У серії «Spies» СНАФУ кілька разів потроху проговорюється, а потім, напившись, втрачає над собою контроль, в результаті шпигуни з країн «Осі» узагальнили інформацію і доповіли Гітлеру, який послав для знищення корабля СНАФУ підводні човни, які вибухами торпед провалили його прямо в пекло . У шести короткометражках серіалу він гине по своїй дурості: серія «Spies» (підірваний ворожими торпедами), «Booby Traps» (бомбою, схованою всередині піаніно), «The Goldbrick» (роздавлений танком), «A Lecture on Camouflage» (бомбою), "Private Snafu vs. Malaria Mike «(вмирає від малярії) і» Going Home "(роздавлений машиною).
У дев'яти короткометражках СНАФУ присутній персонаж на ім'я Технічна Фея Першого Класу. «Технічна фея» — це груба, неголена, яка курить сигари мініатюрна істота, на крилах якої зображені емблеми технічного сержанта, що носить тільки шкарпетки, шорти і уніформу. Коли воно з'являється, воно виконує бажання СНАФ, в основному по порушенню протоколу або спроби зробити щось швидким і недбалим способом. Результати зазвичай закінчуються катастрофою, з цінних уроком СНАФУ про правильні військових процедурах. Наприклад, в мультфільмі 1944 року «Snafuperman» Технічна Фея перетворює рядового СНАФУ в супергероя Снафупермена, який безпечністю доводить своє головотяпство до рівня суперсили.
Наступні пустощі СНАФУ на війні стали більше схожі на жарти іншого персонажа Уорнерів, Багза Банні, хитруна, що зустрічає ворога лицем до лиця. Мультфільми були призначені для солдатської аудиторії (як частини двотижневого кіножурналу Army-Navy Screen Magazine), і тому були досить ризикованими за стандартами 1940-х років, з прокльонами, голозадих солдатами і великою кількістю бідно одягнених (і навіть напівоголених) жінок. Зображення японців і німців вороже-комічні, як і було прийнято в США під час війни.
Короткометражки СНАФУ примітні тим, що були створені в золотий час анімації Warner Bros. Над ними працювали такі режисери, як Чак Джонс, Фріз Фреленг, Боб Клампетт і Френк Ташлін, що знаходяться в своїй кращій формі. П. Д. Істман був автором і художником розкадрувань для серій СНАФ. В озвучуванні брав участь знаменитий Мел Бланк (який зробив голос рядового СНАФ схожим на Багза Банні свого ж виконання, при тому що Багз Банні був вставлений в епізоди СНАФ «Gas» і «Three Brothers»). До кінця війни інші студії теж почали випускати короткометражки СНАФ (армія звинуватила Шлезінгера в тому, що він роздмухує рахунку), хоча деякі з них так і не дісталися до целулоїду аж до закінчення війни. Фільми СНАФУ також частково послужили збереженню анімаційних студій відкритими під час війни — створюють навчальні фільми студії були визнані важливою галуззю.
Після цього персонаж неодноразово використовувався камео: в епізоді Animaniacs «Boot Camping» персонаж дуже схожий на пересічного СНАФУ, а в епізоді Futurama " Я зустрічався з роботом " рядовий СНАФУ показується кілька секунд в початкових титрах на відеоекрані, встановленому на будівлі.
У той час як фільми про пересічного СНАФ ніколи не виходили у відкритий кінопрокат з тих пір, як серіал був запущений в 1943 році (з дебютної короткометражкою «Прибуття»! Snafu, режисер Чак Джонс), прототип СНАФУ, безіменний і в кольорі, з'являється в мультфільмі Джонса «The Draft Horse», випущеному в кінопрокат роком раніше 9 травня 1942 року. Він послужить основою для персонажа СНАФУ в серіалі.
24-й фільм серіалу, «Going Home», випущений в 1945 році, так і не був випущений. У ньому було показано, яких збитків може бути завдано, якщо знаходиться у відпустці солдатів занадто багато говорить про військові дії свого підрозділу. У фільмі СНАФУ обговорює зі своєю подругою «секретна зброя», яке схоже на атомні бомби, що розробляються на Хіросіму і Нагасакі .
У 1946 році була запланована серія мультфільмів для військово-морського флоту за участю брата рядового СНАФУ «Моряк Тарфу» (англ. Tarfu, «Things Are Really Fucked Up» Tarfu, «Things Are Really Fucked Up»), але війна підійшла до кінця, і проект так і не був здійснений, за винятком одного мультфільму під назвою «Private Snafu Presents Seaman Tarfu in the Navy» (Рядовий СНАФУ представляє моряка Тарфу на флоті). У мультфільмі «Три брата» показано, що у СНАФ є два брата, голубівник по імені Тарфу і дресирувальник собак на ім'я Фубар (англ. Fubar, «Fucked Up Beyond All Recognition» Fubar, «Fucked Up Beyond All Recognition»).

## Доступність
Як і інші розсекречені роботи на замовлення уряду Сполучених Штатів, окремі короткометражки СНАФУ знаходяться в відкритому доступі і, таким чином, вільно доступні в багатьох місцях, в тому числі на YouTube і в інтернет-архіві .
Крім того, Warner Home Video почав використовувати короткометражки «Private Snafu» бонусним матеріалом для своєї «Золотої колекції Looney Tunes». Крім цього, доступні комерційні DVD від Thunderbean Animation, яка випустила DVD з усіма мультфільмами про СНАФУ, під назвою Private Snafu Golden Classics, і Bosko Video.
Принаймні одна з короткометражок «Private Snafu», під назвою Spies, використовувалася як музейний експонат: в експозиції розділу Другої світової війни Міжнародного музею шпигунства .

## Вплив на дитячу літературу
Згідно післявоєнного дослідженню мультфільмів СНАФУ, досвід роботи авторів Теодора Гейзеля (доктора С'юза), Філіпа Д. Істмана і Манро ліфа під час війни вплинув на їх повоєнні дитячі книги, особливо в частині використання простого мови і деяких тем. Доктор Сьюз написав «Кішку в капелюсі» (1957), вважаючи, що раніше широко використовувалися навчальні книги були занадто нудними, щоб спонукати дітей читати. Гейзель, Істман і Ліф є авторами книг, написаних для заохочення особистої відповідальності, збереження і поваги мультикультуралізму, одночасно навчаючи і приймаючи реальність статевих відмінностей. Персонажі Гейзеля часто зображувалися як бунтівники, які проявляли незалежність розуму. Персонажі Істмена, з іншого боку, зазвичай брали мудрість авторитетних фігур. Герої ліфа були чимось проміжним між ними і здавалися менш однозначними в питаннях співвідношення незалежності й авторитету .

## фільмографія

### Рядовий СНАФУ
Всі зазначені тут короткометражки були створені Warner Bros для військового міністерства США, і є мультфільмами, якщо не вказано інше. Фільми, вироблені для уряду США, нині перебувають в вільному доступі .
| Назва                                           | режисер       | дата випуску                                   | Примітка | Відео |
| ----------------------------------------------- | ------------- | ---------------------------------------------- | --- | ----- |
| Coming! ! Snafu                                 | Chuck Jones   | 28 червня 1943                                 | Пілотна серія серіалу |       |
| Gripes                                          | Friz Freleng  | 5 липня 1943                                   | |       |
| Spies                                           | Chuck Jones   | 9 серпня 1943                                  | |       |
| The Goldbrick                                   | Frank Tashlin | 13 вересня 1943                                | |       |
| The Infantry Blues                              | Chuck Jones   | 20 вересня 1943                                | |       |
| Fighting Tools                                  | Bob Clampett  | 18 жовтня 1943                                 | Поява Даффі Дак старшою качкою. </br> Короткий поява читаного заголовка «Adolph Hitler Commits Suicide» (Самогубство Гітлера), що в реальності відбулося лише через півтора року. |       |
| The Home Front                                  | Frank Tashlin | 15 листопада 1943                              | |       |
| Rumors                                          | Friz Freleng  | 13 грудня 1943                                 | |       |
| Booby Traps                                     | Bob Clampett  | 10 січня 1944                                  | |       |
| Snafuperman                                     | Friz Freleng  | 6 березня 1944                                 | |       |
| Private Snafu vs. Malaria Mike                  | Chuck Jones   | 27 березня 1944                                | |       |
| A Lecture on Camouflage                         | Chuck Jones   | 24 квітня 1944                                 | |       |
| Gas                                             | Chuck Jones   | 29 травня 1944                                 | З сумки для протигаза з'являється Багз Банні . |       |
| Going Home                                      | Chuck Jones   | 5 червня 1944                                  | Часто вказується заголовок «Coming Home» помилковий, і з'явився в результаті помилки друку .                                                                                      |       |
| The Chow Hound                                  | Frank Tashlin | 19 червня 1944                                 | |       |
| Censored                                        | Frank Tashlin | 17 липня 1944                                  | |       |
| Outpost                                         | Chuck Jones   | 28 серпня 1944                                 | |       |
| Payday                                          | Friz Freleng  | 25 вересня 1944                                | |       |
| Target: Snafu                                   | Friz Freleng  | 23 жовтня 1944                                 | |       |
| Three Brothers                                  | Friz Freleng  | 4 грудня 1944                                  | Поява Багз Банні, коли Fubar тікає від собаки. |       |
| In the Aleutians — Isles of Enchantment         | Chuck Jones   | 12 лютого 1945                                 | |       |
| It's Murder She Says                            | Chuck Jones   | 26 лютого 1945                                 | |       |
| Hot Spot                                        | Friz Freleng  | 2 липня 1945                                   | |       |
| No Buddy Atoll                                  | Chuck Jones   | 8 жовтня 1945                                  | |       |
| Operation Snafu                                 | Friz Freleng  | 22 грудня 1945                                 | |       |
| Secrets of the Caribbean                        | Chuck Jones   | Чи не був випущений </br> (планувався на 1945) | Master given to the Army </br> (Загублений фільм) |       |
| Private Snafu Presents Seaman Tarfu in the Navy | Hugh Harman   | 1946                                           | |       |

### Few Quick Facts
випущено :
| заголовок                                    | Дата                         | режисер      | студія        | Примітки                          |
| -------------------------------------------- | ---------------------------- | ------------ | ------------- | --------------------------------- |
| AIR & NAVY / China / Safety                  | 1944                         | невідомий    | MGM           | СНАФ з'являється в третьому акті. |
| US Soldier / Bullet / Diarrhea and Dysentery | 1944                         | невідомий    | MGM і UPA     | СНАФ з'являється в третьому акті. |
| USS Iowa / Brain / Shoes                     | 1944                         | невідомий    | MGM           | СНАФ з'являється в третьому акті. |
| Chaplin Corps / Accidents / Gas              | 1944                         | невідомий    | MGM           | СНАФ з'являється в другому акті.  |
| Voting for Servicemen                        | 1944                         | невідомий    | студія Діснея |                                   |
| Venereal Disease                             | 1944                         | невідомий    | студія Діснея | загублений мультфільм             |
| Inflation                                    | тисяча дев'ятсот сорок п'ять | Осмонд Еванс | UPA           |                                   |
| Fear                                         | тисяча дев'ятсот сорок п'ять | Осмонд Еванс | UPA           |                                   |
| Japan                                        | тисяча дев'ятсот сорок п'ять | Осмонд Еванс | UPA           |                                   |
| Lend / Lease                                 | тисяча дев'ятсот сорок п'ять | невідомий    | UPA           |                                   |
| GI Bill of Rights                            | 1946                         | невідомий    | студія Діснея |                                   |

Епізод «Weapons of War» (1945 р) Спочатку планувався як частина серіалу «Few Quick Facts», але був виключений . Так само, ймовірно, був виключений з «Few Quick Series» епізод «Another Change» (1945), створений Disney .
| заголовок                                    | Дата                 | режисер     | студія       |
| -------------------------------------------- | -------------------- | ----------- | ------------ |
| Mop Up (How to Get a Fat Jap Out of a Cave ) | Планувався на 1946 р | Текс Ейвері | MGM          |
| Tuscarora                                    | Планувався на 1946 р | Х'ю Харман  | Harman-Ising |